# Croydon
|  | Per a altres significats, vegeu «Croydon (desambiguació)». |

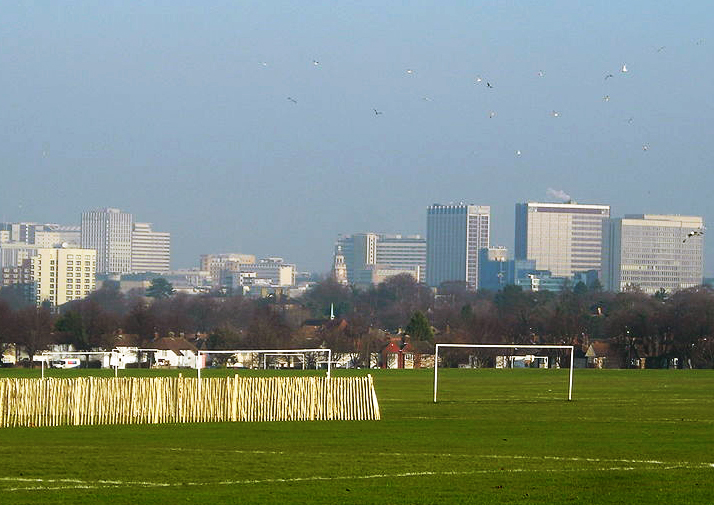
Vista del centre financer de Croydon.

Croydon és un barri al sud de Londres, Anglaterra, i és part del districte de Croydon. És la 20a millor àrea de compres al Regne Unit, i compta actualment amb dos centres comercials anomenats Centrale i Whitgift Central (actualment existeixen plans per a la seva remodelació). Hi ha una gran estació d'autobusos anomenada West Croydon i dues estacions de tren.
La ciutat és coneguda per contenir una gran quantitat d'oficines de lloguer. El consell vol mantenir Croydon com una gran ciutat mitjançant la construcció de més oficines i locals d'oci, de manera que està previst un pla de regeneració de la zona. El complex de Valley Park Retail Area és una zona de venda al detall, on hi ha botigues com ara Comet, Sainsbury's, McDonald's, IKEA, Argos, M&S, Boots a més d'un cinema i una pista de bitlles.
Tramlink, un sistema de tramvia, se centra principalment a Croydon. És l'únic sistema de tramvies en la totalitat de Londres de moment. Hi ha tres rutes que operen en el sistema, Ruta 1, Ruta 2 i Ruta 3 o Groc, Vermell i Verd. El tramvia se'n va a llocs com Elmers End i Beckenham a Bromley, Wimbledon i Mitcham a Merton i Addington i Addiscombe a Croydon.
Frederick Stanley Mockfor, un oficial de ràdio de l'aeroport de Croydon, va proposar l'any 1923 la paraula "mayday" per indicar un senyal de socors que for fàcilment entès per pilots i personal de terra en cas d'emergència

## Fills il·lustres
- George Robertson Sinclair (1863-1917) director d'orquestra i organista.